# Berengário Raimundo

Berengário Raimundo ou Berengário Raimundo I de Barcelona "O Curvo" (1005 — 26 de Maio de 1035) foi conde de Barcelona, de Ausona e de Girona entre os anos de 1018 e 1035, ano da sua morte.
Foi nomeado conde de Barcelona em 25 de Fevereiro de 1018, depois da morte de seu pai Raimundo Borel I de Barcelona casado com Ermesinda de Carcassonne.

## Regência
Os primeiros anos (1018-1023) de regência sobre o condado foram de paz,programas de distribuição de segurança foram implantados por toda Barcelona. 
Porém após o ano de 1023, uma onda de violência e doenças atingiu Barcelona. Numa tentativa desesperadora de amenizar as doenças, a colheita de ervas foi bastante incentivada. Entretanto a violência não foi diminuida, isto lhe custou a sua vida , em 1035, num combate, foi morto por um golpe de espada.  

## Relações familiares
Foi filho de Raimundo Borel I de Barcelona (972 - 25 de fevereiro de 1018) e de Ermesinda de Carcassonne (975 - 1 de março de 1057), filha de Rogério I de Carcassonne (940 - 1012) e de Adelaide de Ruergue (c. 950 - 1011).
Foi casado por três vezes, o primeiro casamento aconteceu em 1018 com Sancha da Gasconha, de quem não teve filhos.
O segundo casamento aconteceu em 1021 com Sancha de Castela (1006 - 26 de junho de 1026), filha de do Conde de Castela Sancho Garcia (970 — 5 de Fevereiro de 1017), com quem teve:
1. Raimundo Berengário I "o Velho" (1023 - 1076[3][4]), conde de Barcelona, casado também por três vezes, a saber: Com Isabel de Nimes, Branca e Almodis de la Marche.
2. Sancho Berenguer, conde de Olerdota.
3. Guillen Ramon, conde de Ausona falecido em 1057.
4. Bernardo Berenguer.

O terceiro casamento aconteceu em 1027 com Gisela de Lluçà (1012 - 1079), filha de Sunifredo II de Lluçà (? - c. 1060) e de Ermesinda de Balzareny (? - 1074):